# Wychwyt neutronu
Wychwyt neutronu – reakcja jądrowa, w której jądro atomowe przyłącza neutron lub neutrony i formuje się nowe cięższe jądro. Z powodu braku ładunku elektrycznego neutrony mogą wnikać do jądra atomowego o wiele łatwiej niż dodatnio naładowane protony, które są odpychane elektrostatycznie.
Wychwyt neutronu odgrywa ważną rolę w procesie kosmicznej nukleosyntezy ciężkich pierwiastków. W gwiazdach może zachodzić na dwa sposoby: jako proces szybki (proces r) lub powolny (proces s). Jądra atomowe o liczbach masowych większych od 56 nie mogą być uformowane poprzez reakcje termojądrowe (np. przez fuzję jądrową), lecz mogą być tworzone właśnie przez wychwyt neutronu.

## Wychwyt neutronu przy małym strumieniu neutronów

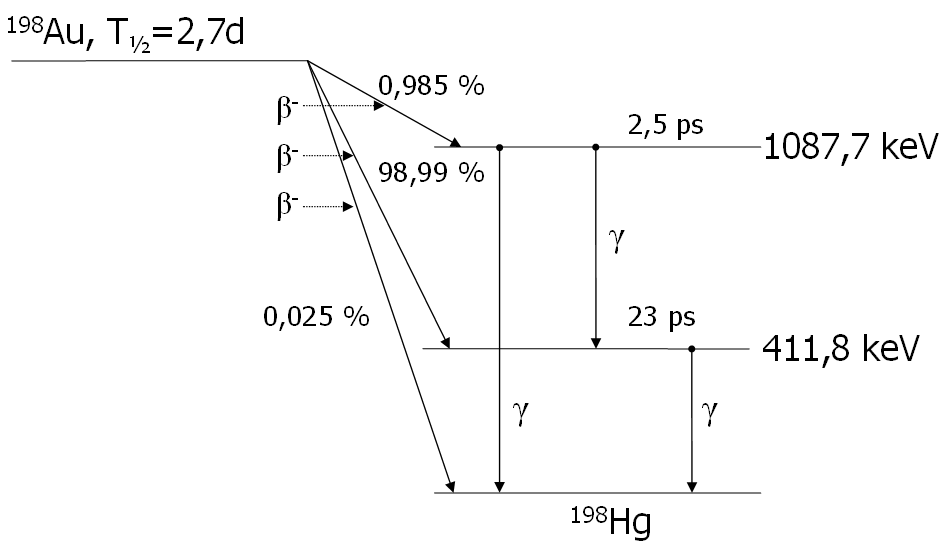
Schemat rozpadu ^{196}Au

W przypadku relatywnie małego strumienia neutronów, jaki występuje np. w reaktorze jądrowym, jądro atomowe wychwytuje pojedynczy neutron. Dla przykładu naturalne złoto (izotop 197Au), poddane działaniu strumienia neutronów i wychwycie jednego z nich, tworzy izotop 198Au w wysokowzbudzonym stanie energetycznym. Dalej następuje szybkie przejście do stanu podstawowego 198Au poprzez emisję nadwyżki energii w formie kwantu promieniowania gamma. W tym procesie liczba masowa (liczba nukleonów w jądrze - suma liczby protonów i neutronów) zwiększa się o 1. W notacji reakcji jądrowych przedstawia się to zwartym zapisem 197Au(n,γ)198Au. Jeśli pochłaniany jest neutron termiczny, wychwyt również nazywany jest termicznym.
Izotop 198Au jest beta-emiterem rozpadającym się na izotop rtęci 198Hg. W procesie tym liczba atomowa (liczba protonów w jądrze) wzrasta o 1.
Opisany wyżej proces s zachodzi również we wnętrzach gwiazd.

## Wychwyt neutronu przy dużym strumieniu neutronów
Wewnątrz gwiazd zachodzi również Proces r, o ile strumień neutronów jest na tyle wysoki, że jądro atomowe po wchłonięciu jednego neutronu nie zdąży rozpaść się (przez rozpad beta) przed kolejnym wychwytem neutronu. Tym samym następuje wiele pojedynczych aktów absorpcji i liczba masowa wzrasta znacznie przy stałej liczbie atomowej (tj. bez zmiany rodzaju pierwiastka). Dopiero później, kiedy kolejne powstałe jądro jest wystarczająco krótkożyciowe, wysoce niestabilne jądro z dużym nadmiarem neutronów rozpada się poprzez wiele przemian β- do bardziej stabilnego jądra atomowego o wysokiej liczbie atomowej.

## Przekrój czynny na wychwyt
Mikroskopowy przekrój czynny na absorpcję neutronu przez jądro może być poglądowo interpretowane jako efektywne pole poprzecznego przekroju jądra atomowego jakie "widzi" neutron, a ściślej – jest miarą prawdopodobieństwa absorpcji neutronu przez jądro. Przekrój ten wyrażany jest w jednostkach pola powierzchni. Ze względu na bardzo małe wartości przekrojów czynnych w jednostkach podstawowych układu SI, najczęściej podaje się je w barnach b; 1 b = 10−28 m2. 
Przekrój czynny na wychwyt neutronu jest silnie zależny od energii neutronu. Dwa najczęściej stosowane parametry uwzględniające tę zależność, to: przekrój czynny na absorpcję neutronu termicznego oraz całka rezonansowa, która uwzględnia wkład rezonansowych pików absorpcji w pewnym zakresie energii, specyficznym dla danego nuklidu, zazwyczaj powyżej zakresu termicznego, obejmującym zakres energii neutronów spowalnianych od początkowej wysokiej energii. 
Energia termiczna jądra-tarczy dla neutronu również ma znaczenie; ze wzrostem temperatury poszerzenie dopplerowskie zwiększa szansę wychwytu w piku rezonansowym. W szczególności zwiększenie możliwości wychwytu neutronu przez uran-238 w wyższych temperaturach (bez następującego po nim rozszczepienia) stanowi mechanizm ujemnego sprzężenia zwrotnego, który pomaga utrzymywać reaktor jądrowy pod kontrolą.

## Zastosowanie
Nieniszcząca neutronowa analiza aktywacyjna jest używana do badania składu chemicznego materiałów. Wykorzystywane jest w niej emitowanie różnego rodzaju charakterystycznego promieniowania po absorpcji neutronu przez różne pierwiastki. Czyni to z tej metody analizy składu chemicznego bardzo użyteczne narzędzie w wielu dziedzinach, jak np. poszukiwaniu złóż.

## Pochłaniacze neutronów
Najbardziej odpowiednimi pochłaniaczami neutronów są promieniotwórcze izotopy pierwiastków, które stają się stabilne po pochłonięciu neutronu. Przykładem takiego nuklidu jest ksenon-135 (czas połowicznego zaniku ok. 9,1 h), który po absorpcji neutronu przechodzi w stabilny izotop ksenonu-136. Ksenon-135 tworzy się w reaktorze jądrowym podczas rozszczepienia jądra uranu, tak 233 jak i 235 lub plutonu-239, której bezpośrednim produktem jest jod-135. Ten izotop jodu ulega w krótkim czasie rozpadowi beta produkując ksenon-135. W prawidłowo działającym reaktorze niekontrolowana obecność substancji pochłaniającej neutrony, a więc hamującej przebieg reakcji łańcuchowej, jest niepożądana. Z racji szkodliwości zjawisko to, w przypadku ksenonu-135, nazwane jest zatruciem ksenonowym. Nierozpoznane było przyczyną błędnych i niebezpiecznych decyzji operatorów reaktora podczas katastrofy czarnobylskiej.
Samar-149, który również powstaje podczas reakcji rozszczepienia jądra atomowego w reaktorze, jest także bardzo efektywnym pochłaniaczem neutronów. Posiada relatywnie długi czas połowicznego zaniku, przez co istnieje nieprzerwanie (bez rozpadu) w paliwie jądrowym, dopóki nie pochłonie neutronu, stając się stabilnym izotopem samaru-150. Analogicznie do przypadku ksenonu, używa się terminu: zatrucie samarem reaktora jądrowego.
Innymi ważnymi pochłaniaczami neutronów są substancje używane w reaktorach jądrowych do budowy prętów kontrolnych. Są to metale: kadm, hafn i czasem inne metale ziem rzadkich, gadolin. Zazwyczaj składają się z mieszaniny różnych izotopów, z których niektóre są wyśmienitymi absorbentami neutronów: gadolin-157 wykazuje przekrój czynny na absorpcję neutronu termicznego rzędu 160 000 b. 
Ciekawym przypadkiem jest hafn, przedostatni odkryty pierwiastek stabilny. Hafn, pomimo prawie dwukrotnie większej liczby atomowej, posiada konfigurację elektronową czyniącą go praktycznie identycznym pod względem chemicznym z cyrkonem, pierwiastkiem leżącym dokładnie nad hafnem w układzie okresowym. W związku z tym, te dwa pierwiastki występują zawsze w tych samych rudach, w alwicie - odmianie minerału cyrkonu zawierającego do 16% hafnu. Jednak ich własności jądrowe, w przeciwieństwie do chemicznych, są diametralnie odmienne. Hafn silnie absorbuje neutrony, przez co znajduje zastosowanie w konstrukcji prętów kontrolnych w reaktorach jądrowych, podczas gdy naturalny cyrkon jest praktycznie przezroczysty dla neutronów. Dzięki temu cyrkon przy konstruowaniu reaktorów jest bardzo pożądanym materiałem, który nie ma wpływu na strumień neutronów, np. do budowy metalowych obudów (koszulek) prętów paliwowych (zawierających paliwo jądrowe).
Dlatego istotne jest dokładne rozdzielenie cyrkonu i hafnu występujących naturalnie razem. Jest to ekonomicznie opłacalne jedynie przy użyciu techniki wymiany jonowej. Podobnie jonowymienne żywice są używane w przeróbce wypalonego paliwa jądrowego w celu rozdzielenia uranu i plutonu (czasami również toru).
Pozostałymi znaczącymi absorbentami neutronów są hel-3, stający się trytem, ciężkim izotopem wodoru i bor-10, który rozpada się na lit-7 cząstkę alfa.